# Línea 160 (EMT Madrid)
La línea 160 de la EMT de Madrid une Moncloa con Aravaca.

## Características
Los orígenes de esta línea tiene que ver con la línea 84 de la EMT que se creó el 1 de enero de 1975 entre Moncloa y Aravaca. A su vez, esta línea 84 provenía de la municipalización de la línea periférica P-22 Argüelles - El Plantío con un ramal Argüelles - Casaquemada.
Esta línea comunica Aravaca con el Intercambiador de Moncloa y con la Ciudad Universitaria. En un principio, esta línea, junto con las líneas 161 y 162 efectuaban su salida desde el exterior de Moncloa. Entre el 8 de febrero de 2010 y el 18 de septiembre de 2022, los autobuses de esta línea establecieron su cabecera dentro del Intercambiador de Moncloa.
Tras las protestas generadas por situar su cabecera en la calle Ferraz primero se trasladó su cabecera al Paseo Moret el 2 de noviembre, y desde el 19 de diciembre de 2022, cambia su cabecera de nuevo a la Plaza de la Moncloa, junto a las líneas 161 y 162. Esto se debe a que los autobuses utilizados en las líneas con destino Aravaca no están admitidos en el intercambiador subterráneo. Las líneas que originalmente ocupaban esas paradas (G y 46) fueron trasladadas al intercambiador.

### Frecuencias
| Lunes a viernes laborables |               |
| De 6:00 a 10:00            | 11-20 minutos |
| De 10:00 a 21:00           | 14-18 minutos |
| De 21:00 a 23:00           | 17-23 minutos |
| Sábados laborables         |               |
| De 6:00 a 8:00             | 25-33 minutos |
| De 8:00 a 23:00            | 21-25 minutos |
| Domingos y festivos        |               |
| De 7:00 a 10:00            | 23-34 minutos |
| De 10:00 a 23:00           | 22-25 minutos |

## Recorrido y paradas

### Sentido Aravaca
| Código | Parada                                  | Común con          | Conexiones con Metro y Cercanías | Otros |
| ------ | --------------------------------------- | ------------------ | -------------------------------- | ----- |
| 11980  | MONCLOA-MINISTERIO DEL AIRE             |                    | Moncloa                          |       |
| 1330   | Cardenal Cisneros                       | 83 133 161 162 164 |                                  |       |
| 2418   | Cardenal Cisneros (Av. Juan de Herrera) | 46 161             |                                  |       |
| 2416   | Juan Herrera                            | 46 161             |                                  |       |
| 2414   | Consejo Superior de Deportes            | 46 161             |                                  |       |
| 3424   | Puente de los Franceses                 | 161 A              |                                  |       |
| 3425   | Club de Campo                           | 161 A              |                                  |       |
| 3427   | Vía de las Dos Castillas                | 161                |                                  |       |
| 3668   | Carretera de Castilla-IESE              |                    |                                  |       |
| 3429   | Arroyo Pozuelo-Alcornoque               | 658                |                                  |       |
| 3431   | Arroyo Pozuelo-Anís                     | 658                |                                  |       |
| 3433   | Arroyo Pozuelo-Hinojo                   | 658                |                                  |       |
| 3600   | Arroyo Pozuelo-Carretera de Húmera      | 658                |                                  |       |
| 5599   | Arroyo Pozuelo-Húmera                   |                    |                                  |       |
| 3435   | Húmera-Vía Láctea                       |                    |                                  |       |
| 4577   | Rosas de Aravaca-Estación               |                    | Estación de Aravaca Aravaca      |       |
| 4578   | Estación de Aravaca-Río Arlanzón        | 161 163            | Estación de Aravaca Aravaca      |       |
| 4580   | Golondrina-Arroyo Pozuelo               | 161 163            |                                  |       |
| 4582   | Golondrina-Virgen de los Rosales        | 161                |                                  |       |
| 4584   | Golondrina-Brújula                      | 161 163            |                                  |       |
| 4789   | Golondrina-Veleta                       | 161 657            |                                  |       |
| 4790   | Glorieta Cirilo Martín Martín           | 161 657            |                                  |       |
| 4793   | Carretera de Húmera-Riaza               | 161 657            |                                  |       |
| 3440   | Carretera de Húmera-Fuente del Rey      | 161 657            |                                  |       |
| 5645   | Osa Mayor-Carretera de Húmera           | 161                |                                  |       |
| 5646   | Osa Mayor-Bellatrix                     |                    |                                  |       |
| 6272   | Araquil-Paseo Ermita                    | 161 656 657        |                                  |       |
| 3443   | Pléyades-Ana Teresa                     | 161 656 657        |                                  |       |
| 3444   | Ana Teresa-Antares                      | 656 656A 657       |                                  |       |
| 4190   | Pico Ocejón-Ana Teresa                  |                    |                                  |       |
| 4795   | Pico Ocejón-Osa Mayor                   | 163 656 657 815    |                                  |       |
| 3445   | ARAVACA (Glorieta María Reina)          |                    |                                  |       |

### Sentido Moncloa
| Código | Parada                             | Común con | Conexiones con Metro y Cercanías | Otros |
| ------ | ---------------------------------- | --------- | -------------------------------- | ----- |
| 3445   | ARAVACA (Glorieta María Reina)     |           |                                  |       |
| 3840   | Pléyades-Osa Mayor                 | 656       |                                  |       |
| 3447   | Osa Mayor-Carretera de Húmera      | 161 656   |                                  |       |
| 3441   | Carretera de Húmera-Fuente del Rey | 161       |                                  |       |
| 4794   | Carretera de Húmera-Riaza          | 161       |                                  |       |
| 4791   | Glorieta Cirilo Martín Martín      | 161       |                                  |       |
| 4792   | Golondrina-Galaxia                 | 161       |                                  |       |
| 4583   | Golondrina-Virgen de los Rosales   | 161       |                                  |       |
| 4581   | Golondrina-Arroyo Pozuelo          | 161 163   |                                  |       |
| 4579   | Estación de Aravaca-Río Arlanzón   | 161 163   | Estación de Aravaca Aravaca      |       |
| 3437   | Rosas de Aravaca-Estación          |           | Estación de Aravaca Aravaca      |       |
| 3436   | Húmera-Vía Láctea                  |           |                                  |       |
| 5598   | Arroyo Pozuelo-Húmera              | 658       |                                  |       |
| 3601   | Arroyo Pozuelo-Carretera de Húmera | 658       |                                  |       |
| 3434   | Arroyo Pozuelo-Hinojo              | 658       |                                  |       |
| 3432   | Arroyo Pozuelo-Anís                | 658       |                                  |       |
| 3430   | Arroyo Pozuelo-Alcornoque          | 658       |                                  |       |
| 3428   | Vía de las Dos Castillas           | 161       |                                  |       |
| 3426   | Club de Campo                      | 161 A     |                                  |       |
| 4198   | Puente de los Franceses            | 161 A     |                                  |       |
| 3448   | Séneca-Martín Fierro               | 161 573 A |                                  |       |
| 3449   | Avenida de la Memoria              | 161 573 A |                                  |       |
| 11980  | MONCLOA-MINISTERIO DEL AIRE        |           | Moncloa                          |       |